# ナターリエ (小惑星)
ナターリエ (448 Natalie) は小惑星帯に位置する小惑星。1899年10月27日、マックス・ヴォルフとアルノルト・シュヴァスマンがハイデルベルクで発見した。名前の由来は不明だが、ドイツ語と思われる。